# Lines, Vines and Trying Times
Albums de Jonas Brothers
A Little Bit Longer
(2008) Jonas L.A.
(2010)
Singles
Lines, Vines and Trying Times est le quatrième album des Jonas Brothers et le troisième sous le label Hollywood Records. Il est sorti le 12 juin 2009 en France et partout dans le monde le 16 juin 2009. La première chanson extraite de ce nouvel album, Paranoid a été diffusée le 7 mai 2009. Le clip vidéo, quant à lui, a été diffusé pour la première fois en France sur Disney Channel le 24 mai 2009  (aux États-Unis le 23 mai). Avec l'aide de leur producteur, les Jonas Brothers ont décidé d'explorer quelques nouveaux sons, comme la section cuivre qui étoffe le Weezer-ish "Poison Ivy" - un air qui parle d'une fille toxique à qui on ne peut pas résister. 

## Album
Ce quatrième album, plus mature et plus personnel, montre un tournant pour les trois frères, "c'est notre journal en chanson" dit Nick, le plus jeune des trois, lors d'une interview à MTV. Il ajoute aussi : "Nous avons grandi, nos expériences personnelles nous inspirent. Nous avons également travaillé sur l'idée d'utiliser des métaphores ... un genre de masque pour toutes les choses que nous vivons". Les trois frangins ont été fortement inspirés par The Kings of Leon, The Zutons, Elvis Costello ou encore Neil Diamond.

Voici ce qu'expliquent les Jonas Brothers à propos de Paranoid et de Fly With Me.
- Paranoid, écrit par les Jonas Brothers.

"Nous avions l'incroyable opportunité d'écrire avec deux grands talents, Cathy Dennis et notre producteur John Fields. Nous avons tellement aimé le résultat que nous avons décidé de le mettre sur notre disque".
- Fly With Me, écrit par les Jonas Brothers et Greg Garbowsky.

"Cette chanson était à l'origine composée pour une sortie d'un prochain film. Après avoir projeté le film et étudié le processus initial pour assortir notre style aux images du film, nous avons écrit "Fly With Me." C'est excitant de savoir que cette chanson sera utilisée dans les crédits de fin du film, figurant aussi bien sur notre nouvel album".
En effet, on peut entendre Fly with Me à la fin du film La Nuit au musée 2 (Night at the Museum 2: Battle of the Smithsonian). 
Le clip vidéo de Fly with Me sera diffusé pour la première fois sur Disney Channel aux États-Unis le 7 juin 2009.

## Liste des chansons
| #   | Titre                                          | Durée |
| --- | ---------------------------------------------- | ----- |
| 1.  | World War III                                  | 3:11  |
| 2.  | Paranoid                                       | 3:38  |
| 3.  | Fly With Me                                    | 3:54  |
| 4.  | Poison Ivy                                     | 4:06  |
| 5.  | Hey Baby                                       | 3:17  |
| 6.  | Before The Storm featuring Miley Cyrus         | 4:26  |
| 7.  | What Did I Do To Your Heart                    | 3:17  |
| 8.  | Much Better                                    | 4:34  |
| 9.  | Black keys                                     | 3:48  |
| 10. | Don't Charge Me For The Crime featuring Common | 3:57  |
| 11. | Turn Right                                     | 2:48  |
| 12. | Don't Speak                                    | 3:49  |
| 13. | Bonus Track : Keep It Real                     | 2:51  |

### Singles
- 2009 : Paranoid
- 2009 : Fly With Me
- 2009 : Keep It Real

## Certifications
| Pays                       | Certification | Unités certifiées |
| -------------------------- | ------------- | ----------------- |
| Brésil (Pro-Música Brasil) | Or            | 30 000            |
| Canada (Music Canada)      | Platine       | 80 000            |
| Espagne (Promusicae)       | Platine       | 100 000           |
| Italie (FIMI)              | Or            | 35 000            |
| Mexique (AMPROFON)         | Or            | 40 000            |